# 国民共進会
国民共進会（こくみんきょうしんかい）は、中華民国初期の公開政党。孫文（孫中山）支持派の政党である。
民国成立直後の1912年（民国元年）3月に北京で結成された。会長には伍廷芳が推戴され（ただし実際には就任せず）、副会長には王寵恵が就任した。幹部には陳錦濤、徐謙、許世英、林志鈞、牟琳、陳籙、江辛などがいる。なおこれら幹部の多くが唐紹儀内閣の構成員であった。
党の宗旨としては、健全なる共和政体の完成を掲げた。また、袁世凱の独裁的な権力行使に反対している。しかし、まもなく唐紹儀内閣が倒れたため、王寵恵や徐謙なども閣僚辞任に追い込まれ、党の勢力は振るわなくなった。
1912年（民国元年）8月、宋教仁の指導の下で統一共和党などと合併し、国民党が結成された。